# توزیع اطمینان
در استنباط آماری، مفهوم توزیع اطمینان (به انگلیسی: Confidence distribution)، اغلب به‌عنوان تابع توزیع در فضای پارامتری شناخته می‌شود که می‌تواند فواصل اطمینان همه سطوح را برای یک پارامتر مورد علاقه نشان دهد. از لحاظ تاریخی، معمولاً با معکوس کردن حدود بالایی فواصل اطمینان طرف پایین در همه سطوح ساخته شده‌است، و همچنین معمولاً با یک تفسیر اتکایی (توزیع اتکایی (Fiducial)) همراه بود، اگرچه این یک مفهوم کاملاً فراوانی است. یک توزیع اطمینان، تابع توزیع احتمال پارامتر مورد نظر نیست، اما همچنان ممکن است تابعی کاربردی برای استنتاج باشد.

## پیاده‌سازی
چند برنامه آماری توانایی ساخت و نمودارسازی توزیع اطمینان را پیاده‌سازی کرده‌اند.
R، از طریق بسته‌های concurve ، pvaluefunctions ، و episheet
اکسل، از طریق episheet
استتا، از طریق concurve